# Sectiliclava placidae
Sectiliclava placidae is een vliesvleugelig insect uit de familie Encyrtidae. De wetenschappelijke naam is voor het eerst geldig gepubliceerd in 2001 door Monrreal, Trjapitzin & Ruiz.